# Omari Glasgow
Omari Glasgow (ur. 22 listopada 2003 w Georgetown) – gujański piłkarz grający na pozycji napastnika w drugiej drużynie Chicago Fire oraz reprezentacji Gujany.

## Kariera
Pierwszym klubem Glasgow’a był Western Tigers FC ze stolicy Gujany, Georgetown. W 2022 trafił do Chicago Fire. Występuje jednak, nie w pierwszym zespole, a w drużynie rezerw.
W reprezentacji Gujany 30 marca 2021 w starciu z Bahamami. W tym samym meczu zdobył pierwszą bramkę w kadrze. Był najlepszym strzelcem Gujany podczas Ligi Narodów CONCACAF 2022/23.